# Thomas Adès
Thomas Adès, född 1 mars 1971 i London, är en engelsk tonsättare och pianist.
Adès studerade piano och komposition vid Guildhall School of Music and Drama för Paul Berkowitz och Robert Saxton och senare vid King's College i Cambridge för Alexander Goehr, Robin Holloway och George Wood.
Thomas Adès invaldes som utländsk ledamot av Kungliga Musikaliska Akademien 2010. Han tilldelades det danska Léonie Sonnings musikpris 2015.

## Verk i urval
- Chamber Symphony (1990)
- 5 Eliot Landscapes, för sopran och piano (1990)
- Still Sorrowing, för piano (1991–1992)
- Chamber Symphony (1993)
- Living Toys, för ensemble (1993)
- Powder Her Face, opera (1994–1995)
- Asyle, för orkester (1997). Nominerad till Mercury Music Prize 1999.
- The Tempest, opera (2003–2004)
- Violinkonsert (2005)
- The Exterminating Angel, opera (2016)